# مالک حسون
مالک حسون (عربی: مالك ابراهيم حسون؛ زادهٔ ۱۰ ژوئن ۱۹۷۵) بازیکن سابق و مربی فوتبال اهل لبنان است.
از باشگاه‌هایی که در آن بازی کرده‌است می‌توان به باشگاه فوتبال الانصار لبنان اشاره کرد.
وی همچنین در تیم ملی فوتبال لبنان بازی کرده‌است.